# 재일홀딩스
재일홀딩스는 대한민국의 대규모 제작자등 사이다.
회사명은 "라온에스이엠 주식회사"로 2025년1월 변경하였다.
포톤자동차의 수입사이다.

## 차량
- 포톤 그린타운